# Bundesstraße 508
Die Bundesstraße 508 (Abkürzung: B 508) ist eine deutsche Bundesstraße in Nordrhein-Westfalen im Siegerland.

## Überblick
- Länge: 17,1 km
- Anfangspunkt: Kreuztal
- Endpunkt: Einmündung in die B 62 an der Kronprinzeneiche

## Verlauf
- Kreuztal (0,0 km)  B 54
- Kredenbach (3,7 km)
- Hilchenbach (10,5 km)
- Hilchenbach-Kronprinzeneiche (17,1 km)  B 62

## Geschichte
Die Bundesstraße 508 wurde in der Mitte der 1970er Jahre eingerichtet. Bei der ersten Einrichtung der Reichsstraßen im Jahre 1932 lief auf ihrer Trasse die Reichsstraße 62.

## Planungsstand

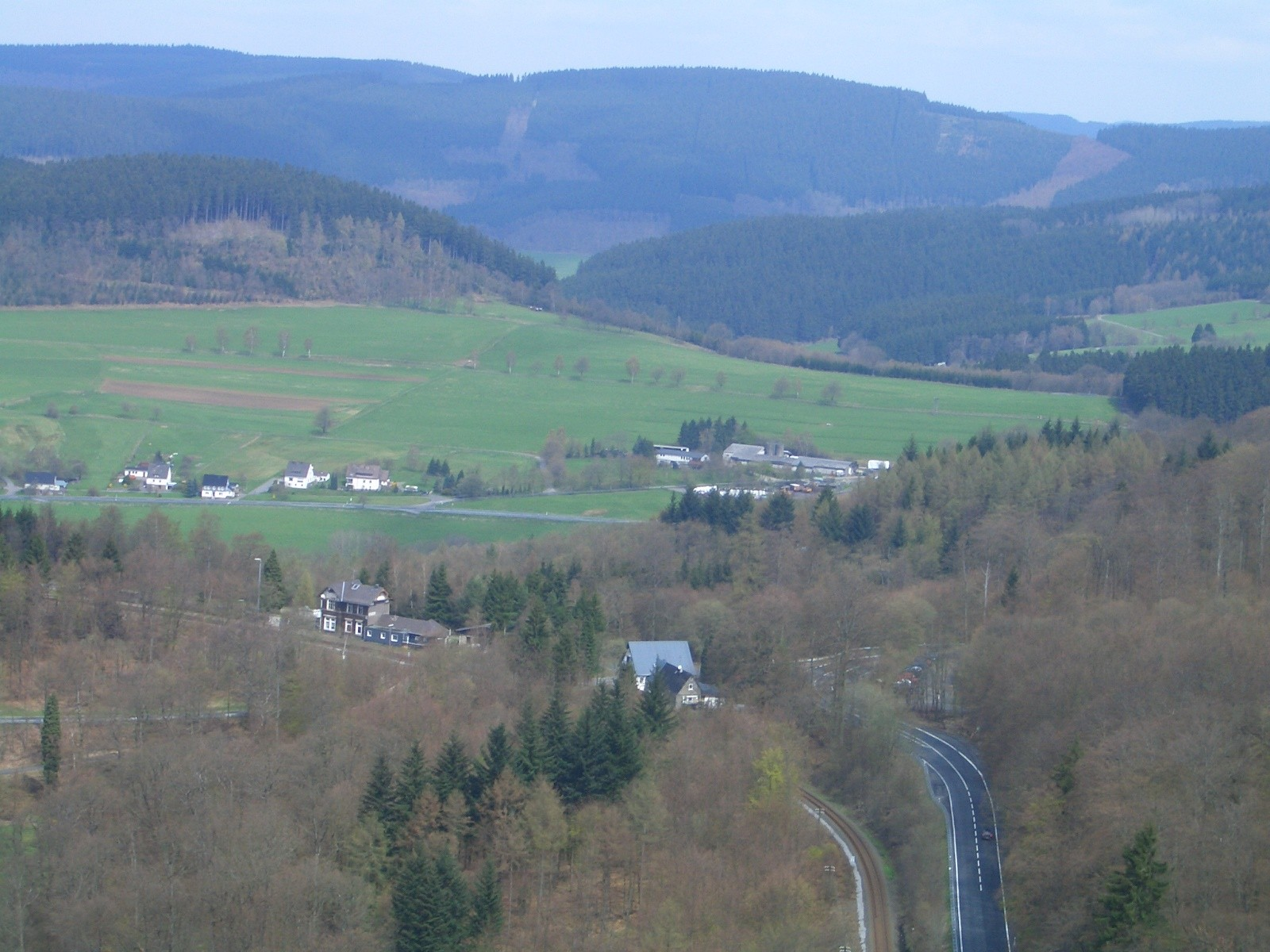
Die B 508 bei Vormwald

Derzeit ist ein kompletter Neubau der B 508 in mehreren Teilabschnitten in der Planung. Als Teil der Ferndorf-Eder-Lahn-Straße von Kreuztal bis Bad Laasphe sind für eine B 508 neu zwei- bis dreispurige Ortsumfahrungen zwischen Kreuztal-Buschhütten und Hilchenbach-Lützel bis zur B 62 vorgesehen.
- Der erste Teilabschnitt soll kreuzungsfrei an einer neu entstehenden HTS-Anschlussstelle „Dreieck Buschhütten“ aus der bisherigen Hüttentalstraße (HTS) ausfädeln und über die Höhe nach Ferndorf zur jetzigen B 508 (Nähe Aherhammer) führen. Dieser erste Teilabschnitt wird auch als Kreuztaler Südumgehung bezeichnet. Derzeit werden ca. 400 schriftliche Einwendungen durch Straßen.NRW im Rahmen des Planfeststellungsverfahren abgearbeitet.
- Ein weiterer Teilabschnitt soll in etwa auf der Hälfte des 1. Teilabschnittes wiederum kreuzungsfrei in Richtung Hilchenbach ausfädeln und bis zur Allenbacher Höhe/L 728 führen. Eine Fahrbeziehung Ferndorf-Hilchenbach über die B 508n ist dabei nicht möglich.
- Der geplante Hilchenbacher Abschnitt soll nach den bisher vorgestellten Trassenvorstellungen der Straßenplaner von der Allenbacher Höhe bis nach Hilchenbach-Lützel zur B 62 führen.

Die im Auftrag des Bundes vom Landesbetrieb Straßenbau NRW, Regionalniederlassung Südwestfalen in Siegen vorgestellten Planungen sehen vor, dass die B 508 von Kreuztal durch das Ferndorftal und Vormwald durchgehend neu trassiert werden soll.
Am Ende der B 508n in Lützel mit der Einmündung in die B 62 an der Kronprinzeneiche ist die Weiterführung der Ferndorf-Eder-Lahn-Straße bis Bad Laasphe-Niederlaasphe ebenso wie der Abschnitt der B 508 von der Abzweigung von der Hüttentalstraße in Kreuztal-Buschhütten bis Hilchenbach-Lützel bereits seit 1985/86 Bestandteil der vordringlichen Planung im Bundesverkehrswegeplan/Bundesfernstraßenbedarfsplan.
Die Planvorstellung für einen Neubau der Bundesstraßen 508 und 62 mit teilweiser Neutrassierung von Kreuztal über Hilchenbach und Erndtebrück bis nach Bad Laasphe als sogenannte Ferndorf-Eder-Lahn-Straße (FELS) war in den achtziger Jahren als Ersatz für den seinerzeit planerisch zurückgestuften Weiterbau der Autobahn 4 entwickelt worden.
Im aktuellen Bundesfernstraßenbedarfsplan, der 2004 von Bundestag und Bundesrat beschlossen wurde, ist die B 508n abschnittsweise als neues Vorhaben mit besonderem naturschutzfachlichen Planungsauftrag eingetragen. Es wurden zusätzlich naturschutzfachliche Untersuchungen für die Planungsabschnitte mit der Ortsumfahrung von Hilchenbach (B 508) und der anschließenden Erndtebrücker Süd-Umfahrung (B 62) aufgenommen. Diese besonderen naturschutzfachlichen Untersuchungen sind derzeit in Arbeit.